# Izobár (meteorológia)
Az izobár a meteorológiai térképeken vagy egy diagramban az azonos nyomású pontokat összekötő görbe. A meteorológiai térkép izobárjait (közel) azonos magasságon mért értékekből szerkesztik. A szélirányok meghatározásában és az időjárás előrejelzésében töltenek be fontos szerepet. A termodinamikai diagramok izobárjai a hőerőgépek, fűtés, klimatizálás, hűtéstechnika tervezésében és gázok cseppfolyósításában jelentősek.
|  |  |